# Renerio Pasisopa
Renerio Pasisopa – filipiński zapaśnik w stylu wolnym.
Srebrny medalista mistrzostw Azji Południowo-Wschodniej w 1997 roku.